# Roybon
Roybon este o comună în departamentul Isère din sud-estul Franței. În 2009 avea o populație de 1.298 de locuitori.

## Evoluția populației
| An        | 1975  | 1982  | 1990  | 1999  | 2006  | 2009  |
| --------- | ----- | ----- | ----- | ----- | ----- | ----- |
| Populație | 1.274 | 1.220 | 1.269 | 1.231 | 1.283 | 1.298 |